# Custòdia de Belém
La Custòdia de Belém és una custòdia portuguesa d'or i esmalt datada del 1506 i s'atribueix a Gil Vicente. A vegades també s'ha denominat Custòdia dels Jerònims i és considerada l'opera prima de l'orfebreria portuguesa. L'encomanà Manuel I de Portugal per a la Capella Reial, i aquest la deixà en testament al Monestir dels Jerònims, a Belém, que va fundar i escollí per ser-hi enterrat, juntament amb una creu del mateix orfebre, perduda, i la Bíblia dels Jerònims. D'estil gòtic tardà, en la seua manufactura s'empraren "1.500 meticals d'or" portats per Vasco da Gama en el retorn del seu segon viatge del 1502, enviats com a tribut pel regent de Quíloa (actual Kilwa Kisiwani, a Tanzània), que així reconeixia vassallatge al rei de Portugal. Des del 1925 la Custòdia de Belém s'exposa al Museu Nacional d'Art Antic de Lisboa.
Els abundants esmalts confereixen una bellesa especial a la custòdia, i és un exemple de virtuosisme orfebre.
La peça és rematada per una creu. A sota hi ha un Déu Pare, assegut en un tron coronat. En una mà agafa el globus terraqüi i amb l'altra fa el gest de la benedicció. L'envoltaven sis petites imatges de les quals només resten tres profetes. Al centre, envoltant el lloc on s'exhibia l'hòstia, hi ha les figures dels dotze apòstols, totes diferenciades. Una Anunciació és representada entre els dos pilars de la custòdia, amb àngels músics. L'empresa de Manuel I, l'esfera armil·lar, es repeteix sis vegades al voltant de l'asta. També conté aquesta inscripció:
O. MVITO. ALTO. PRI(N)CIPE. E. PODEROSO. SE(N)HOR. REI. DÕ. MANVEL.I. A. MANDOV.FAZER. DO OVRO. I.DAS.PARIAS. DE. QVILOA. AQVABOV. E.CCCCCVI
(traducció: El MVIT ALT PRI(N)CEP I PODERÓS SENYOR REI MANVEL I ORDENÀ FER-LA AMB OR I LES CONTRIBUCIONS DE QVILOA AQVABOV CCCCCVI)
La Custòdia de Belém fou saquejada per les tropes franceses durant la Guerra del Francés, i se l'endugueren a França, d'on fou retornada en acabar la guerra. Consta que fou enviada per a la Casa de la Moneda, aparentment per fondre-la, destí del qual fou rescatada per la intervenció d'En Fernando de Saxe-Coburgo-Gotha, rei consort de Portugal per les seues noces amb la reina Maria II de Portugal.